# These Things Happen
These Things Happen è il secondo album in studio del rapper statunitense G-Eazy, pubblicato nel 2014.

## Tracce
1. These Things Happen – 2:24
2. Far Alone (featuring E-40 & Jay Ant) – 4:28
3. I Mean It (featuring Remo) – 3:56
4. Interlude – 0:45
5. Opportunity Cost – 3:54
6. Almost Famous – 4:29
7. Lotta That (featuring A$AP Ferg & Danny Set) – 4:49
8. Factory Girl (Skit) – 0:13
9. Downtown Love (featuring John Michael Rouchell) – 5:27
10. Complete – 3:09
11. Let's Get Lost (featuring Devon Baldwin) – 4:01
12. Shoot Me Down (featuring Anthony Stewart) – 3:17
13. Been On – 3:29
14. Remember You (featuring blackbear) – 3:36
15. Tumblr Girls (featuring Christoph Andersson) – 4:16
16. Just Believe – 4:03